# 中营镇 (晴隆县)
中营镇，是中华人民共和国贵州省黔西南布依族苗族自治州晴隆县下辖的一个乡镇级行政单位。

## 行政区划
中营镇下辖以下地区：
中营村、新光村、老坪村、高原村、新红村、小红寨村、新民村、丫口村和龙向村。